# Mirosław Kryszczukajtis
Mirosław Kryszczukajtis ps. Szary, Sygnał, vel Mirosław Wilewicz (ur. 29 stycznia?/11 lutego 1912 w Wołkowysku, zm. 17 września 1944 w Warszawie) – polski żołnierz i wynalazca, kapitan saperów Wojska Polskiego, oficer Polskich Sił Zbrojnych na Zachodzie oraz Armii Krajowej, cichociemny, powstaniec warszawski. Kawaler Orderu Virtuti Militari. Znajomość języków: rosyjski. Zwykły Znak Spadochronowy nr 0107, Bojowy Znak Spadochronowy nr 1621.

## Życiorys
W 1915 roku wraz z rodziną wywieziony do Homla, podjął naukę w tajnej szkole polskiej, założonej przez ojca. Po śmierci ojca w 1920 roku wychowywany wraz z siostrą przez matkę. Od 1922 roku zamieszkał z rodziną w Wilnie, uczył się tam w siedmioklasowej szkole powszechnej, następnie w państwowej szkole rzemieślniczej, ukończył także trzyletnie kursy techniczne. W latach 1929–1931 jako ochotnik w 3 batalionie saperów w Wilnie, ukończył z 1 lokatą szkołę podoficerską.
Pracował jako technik na budowach kolejowych i jako kontroler drogowy PKP. W 1938 roku zdał eksternistycznie egzamin dojrzałości w Państwowej Szkole Średniej Technicznej Kolejowej w Warszawie przy ul. Chmielnej 88. W 1938 roku podjął studia na Wydziale Inżynierii Politechniki Warszawskiej. Był wtedy najmłodszym zawiadowcą PKP, odcinka drogowego I klasy na węźle Czeremcha. Zbudował 20-kilometrowy odcinek szlaku kolejowego z Porzecza do Druskiennik, jako odgałęzienie trasy: Warszawa – Grodno – Wilno, na specjalne życzenie marszałka Piłsudskiego, który miał w Druskiennikach swój dom letniskowy.
We wrześniu 1939 roku reklamowany z wojska jako kierownik odbudowy torów, mostów i urządzeń kolejowych na szlaku Wołkowysk – Siedlce oraz Białystok – Brześć. We współpracy z dwoma plutonami saperów kolejowych utrzymywał sprawność codziennie bombardowanych szlaków kolejowych. Aresztowany przez Niemców, później dwukrotnie przez Sowietów. 
15 grudnia 1939 roku wraz z 17-letnim Wiktorem, kadetem 5 kompanii Lwowskiego Korpusu Kadetów, przekroczył w rejonie Waśkowice – Zabłotów granicę z Rumunią, a następnie statkiem „Warszawa” z Pireusu 25 stycznia 1940 roku dotarł do Marsylii. Wstąpił do Polskich Sił Zbrojnych na Zachodzie pod dowództwem francuskim i został przydzielony do 2 batalionu saperów 2 Dywizji Strzelców Pieszych (Angers).
Po upadku Francji ewakuowany, 24 czerwca 1940 roku dotarł do Plymouth (Wielka Brytania). Wstąpił do Polskich Sił Zbrojnych na Zachodzie pod dowództwem brytyjskim, przydzielony do 1 kompanii saperów 1 Brygady Strzelców. W maju 1941 roku ukończył Szkołę Podchorążych Saperów w Dundee i został awansowany na stopień sierżanta podchorążego. W sierpniu 1942 roku uczestniczył w desancie na port Dieppe, za szczególną waleczność odznaczony Krzyżem Srebrnym Orderu Virtuti Militari oraz awansowany na stopień kapitana.
Przydzielony do Oddziału VI (Specjalnego) Sztabu Naczelnego Wodza, w latach 1942–1943 instruktor sapersko-minerski na szkoleniach dla kandydatów na cichociemnych w Audley End (STS 43). Autor kilku wynalazków. Prawdopodobnie udoskonalił m.in. tzw. ołówek czasu, niemiecki detonator, który można było ustawić na czas od 10 minut do miesiąca i działał precyzyjnie nawet w skrajnych temperaturach. Podczas wojny wyprodukowano ok. 12 milionów „ołówków czasu'' w tajnym ośrodku badawczym SOE tzw. Sekcji X.
Zgłosił się do służby w Kraju. Przeszkolony ze specjalnością w dywersji i kwatermistrzostwie, na kursach specjalnych dla kandydatów na cichociemnych, m.in. dywersyjno-strzeleckim (STS 25, Inverlochy), sabotażu przemysłowego i komunikacyjnego (STS 17, Brickendonbury Manor), podstaw wywiadu (STS 31, Bealieu), spadochronowym, walki konspiracyjnej, odprawowym (STS 43, Audley End), i in. Awansowany na stopień podporucznika ze starszeństwem od 1 grudnia 1942 roku, zaprzysiężony na rotę ZWZ–AK 31 stycznia 1943 roku w Audley End. 
Skoczył ze spadochronem do okupowanej Polski w nocy 16/17 września 1943 roku w sezonie operacyjnym „Riposta”, w operacji lotniczej „Neon 3”, z samolotu Halifax BB-309 „T”. Start o godz. 18:29 z lotniska RAF Tempsford, zrzut ok. godz. 00:40 na placówkę odbiorczą „Obraz” 108 (kryptonim polski, brytyjskie oznaczenie numerowe pinpoints), za ujściem Bugu i Narwi, w rejonie miejscowości Kąty-Borucza, 12 km od Tłuszcza. Razem z nim skoczył: ppor. Bernard Wiechuła ps. Maruda. Skoczkowie przerzucili 247,5 tys. dolarów w banknotach oraz 120 tys. marek na potrzeby Armii Krajowej. Zrzucono także sześć zasobników i jedną paczkę. Podczas lotu samolot został dwukrotnie ostrzelany, m.in. przez niemiecką artylerię przeciwlotniczą.
W drodze powrotnej, ok. godz. 4:00 w rejonie Slaglille (ok. 65 km od Kopenhagi), zaatakowany przez niemiecki myśliwiec, spadł na dom farmera Laurista Christensena, zabijając pięć osób z jego rodziny. Zginęli także: kpt. Wincenty Wasilewski, st. sierż. Władysław Barzdo, plut. Julian Michalski oraz nieco później kpr. Władysław Patlewicz. Plut. Eugeniusz Kasprzak wydostał się z płonącego samolotu, zmarł z powodu oparzeń w drodze do szpitala. Uratowali się jedynie: pilot st. sierż Tadeusz Miecznik, wyrzucony na zewnątrz płonącego samolotu, przewieziony do szpitala, uciekł dzięki pomocy konspiracyjnej siatki Duńczyków do Szwecji oraz sierż. Roman Puchała, który wyskoczył ze spadochronem, złapany przez niemiecki patrol, osadzony w obozie jenieckim. Niemiecki myśliwiec, który zestrzelił Halifaxa, zaczepił o linię wysokiego napięcia i rozbił się w rejonie Slaglille. Po wojnie Duńczycy postawili pomnik pięciu polskim lotnikom na cmentarzu w Slaglille. Pamiątkową tablicę ufundował także Związek Polaków z Ringsted. 
Po skoku aklimatyzacja do realiów okupacyjnych, następnie od października 1943 roku przydzielony jako kierownik referatu materiałów i sprzętu zrzutowego do Biura Badań Technicznych Wydziału Saperów Oddziału III Komendy Głównej Armii Krajowej (na tym stanowisku zastąpił por. cc Stanisława Kotorowicza) oraz jako instruktor Kedywu.

W powstaniu warszawskim szef służb saperskich Podobwodu Śródmieście Południowe, działał także w zespole produkcji środków walki, dowodzonym przez Cichociemnego gen. dyw. Tadeusza Kossakowskiego ps. Krystynek. Poległ 17 września 1944 roku od salwy moździerzowej, trafiony odłamkami przy zbiegu ul. Mokotowskiej oraz ul. Wilczej. Pochowany w ogrodzie za domem przy ul. Mokotowskiej 48, po wojnie ekshumowany. Pochowany na cmentarzu Powązki Wojskowe w Warszawie (kwatera A25-8-9).

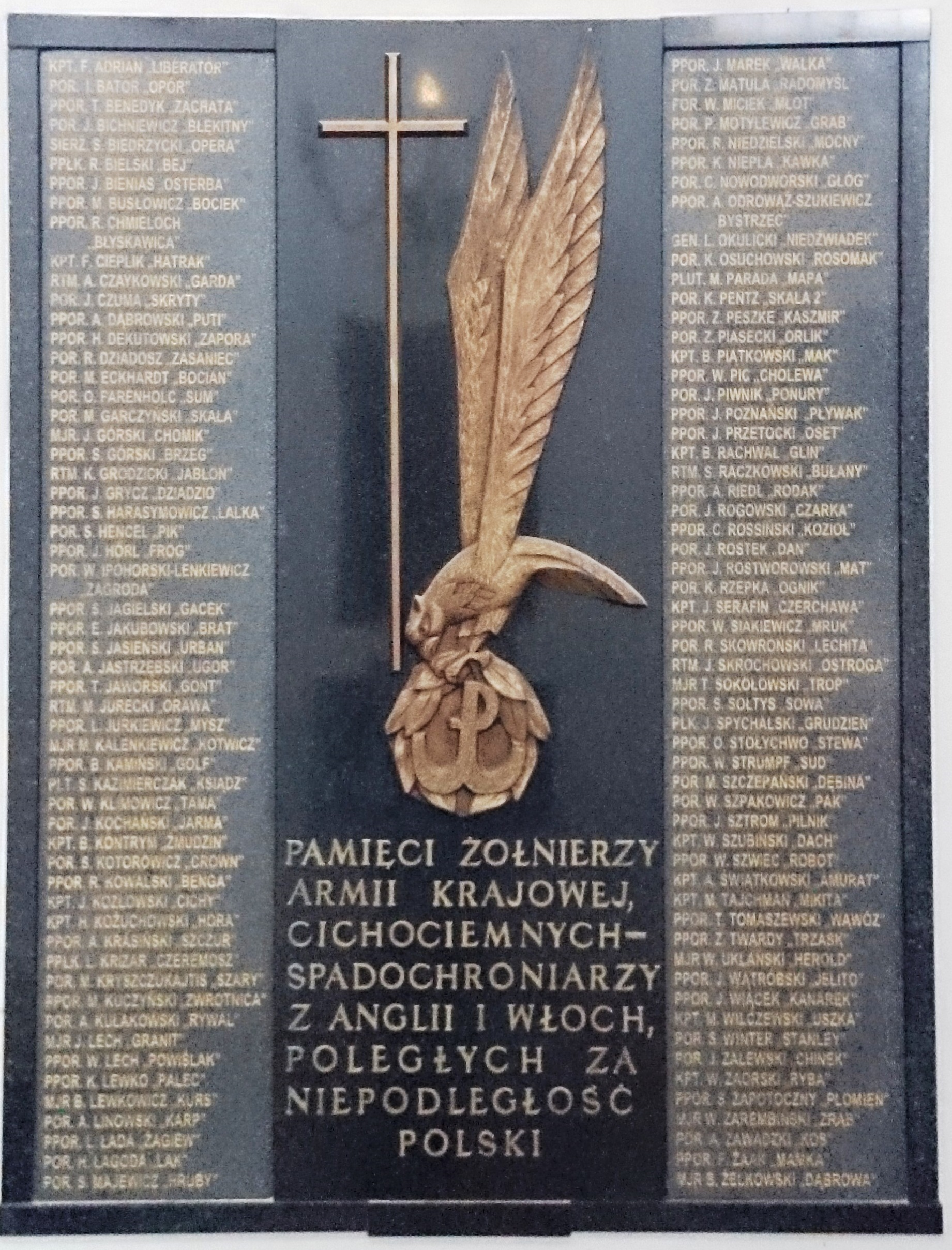
Tablica w kościele św. Jacka w Warszawie, upamiętniająca poległych cichociemnych, w tym Mirosława Kryszczukajtisa

## Odznaczenia
Został odznaczony Krzyżem Srebrnym Orderu Virtuti Militari.

## Upamiętnienie
Jego imię i nazwisko znajduje się na Murze Pamięci w Muzeum Powstania Warszawskiego: kolumna 132, pozycja 36.
W lewej nawie kościoła św. Jacka przy ul. Freta w Warszawie odsłonięto w 1980 roku tablicę Pamięci żołnierzy Armii Krajowej, cichociemnych – spadochroniarzy z Anglii i Włoch, poległych za niepodległość Polski. Wśród wymienionych 110 poległych cichociemnych jest Mirosław Kryszczukajtis.